# Henry Bordeaux
Henry Bordeaux (* 25. Januar 1870 in Thonon-les-Bains; † 29. März 1963 in Paris) war ein französischer Schriftsteller und Mitglied der Académie française.

## Leben
Henry Bordeaux, Sohn eines aus dem Département Ariège stammenden Juristen, studierte Rechtswissenschaft und war einige Jahre Anwalt, widmete sich aber dann ausschließlich dem Schreiben. Im Ersten Weltkrieg leistete er Kriegsdienst. 1919 wurde er in die Académie française (Sitz Nr. 20) gewählt, der er 44 Jahre lang angehörte. Er wohnte abwechselnd in Cognin (bei Chambéry) und in Paris. Er schrieb vielbändige Lebenserinnerungen, die von seiner Tochter postum zu Ende publiziert wurden. Er starb 1963 im Alter von 93 Jahren und wurde in Cognin beigesetzt. In Paris ist in der Chaussée de la Muette Nr. 8 eine Erinnerungstafel angebracht. In Thonon-les-Bains trägt ein Platz seinen Namen. In Annecy, Annemasse, Saint-Priest und Saint-Cyprien sind Straßen nach ihm benannt.
Henry Bordeaux stand politisch in der Tradition des katholischen Monarchismus nach Art seines Landsmanns Joseph de Maistre, verbunden mit dem sozialen Denken eines Albert de Mun. Mit Papst Leo XIII. respektierte er die Republik. Seine literarischen Vorbilder waren Auguste de Villiers de L’Isle-Adam, Pierre Loti, Paul Bourget und Maurice Barrès. Er veröffentlichte mehr als 200 Bücher (mit insgesamt etwa 50.000 Seiten), darunter fast 100 Romane und Novellen, ferner Erzählungen, Biographien, Literaturkritik, Reiseliteratur und Bücher über seine savoyische Heimat. Im Zentrum seiner Romane, von denen viele zahlreiche Auflagen erlebten und in zahlreiche Sprachen (auch ins Deutsche) übersetzt wurden, steht der religiös gedeutete Wert der Familie. Heute sind seine Texte fast vergessen. Nur einer seiner Romane (La neige sur les pas, Monaco 2003) wurde im 21. Jahrhundert neu verlegt.

## Werke
- La vie et l'art. Âmes modernes. Henrik Ibsen, Pierre Loti, José-Maria de Heredia, Jules Lemaître, Édouard Rod, Villiers de L'Isle-Adam. Perrin, Paris 1895.
- Les écrivains et les mœurs. Notes, essais et figurines. 2 Bde. Plon, Paris 1900–1902.
- Le Pays natal. Roman. Plon, Paris 1900.
- La voie sans retour. Roman. Plon, Paris 1902.
- La Peur de vivre. Roman. A. Fontemoing, Paris 1902.
- L’amour en fuite. Une honnête femme. Le Paon blanc. A. Fontemoing, Paris 1903.
- Le lac noir. Roman. A. Fontemoing, Paris 1904.
- Vies intimes. Vies intimes. Correspondances amoureuses, Mme de Warens, la dernière des Condé, Adélaïde de Bellegarde, les amours de Xavier de Maistre, Rosalie de Constant, Balzac et Mme de Hanska, Victor Hugo fiancé, la vie de George Sand, lettres de Beethoven et de Wagner, vie singulière d'une sainte moderne. A. Fontemoing, Paris 1904.
- Deux méditations sur la mort. La sensibilité de Maurice Barrès. La sensibilité de Pierre Loti. Sansot, Paris 1905.
- Jeanne Michelin. Chronique du dix-huitième siècle. Sansot, Paris 1905.
- La Petite mademoiselle. Roman. A. Fontemoing, Paris 1905.
- Les yeux qui s’ouvrent. Plon, Paris 1905.
- Paysages romanesques. Plon, Paris 1906.
- Les Roquevillard. Plon 1906.
- L’écran brisé. La jeune fille aux oiseaux. La Visionnaire. La maison maudite. La jeune fille aux oiseaux. Plon, Paris 1907.
- Pèlerinages littéraires. Maurice Barrès, Pierre Loti, Sainte-Beuve, Alphonse Daudet, Emile Faguet, Emile Gebhart. Fontemoing, Paris 1907.
- Promenades en Savoie. Le caractère savoyard. Pélerinages en Savoie. Contes savoyards. Nouvelle Librairie nationale, Paris 1907.
- La vie au théâtre. 5 Bde. 1908–1921.
- Portraits de femmes et d’enfants. Mme de Charmoisy, la comtesse de Boigne; Mme de Charrière; Mlle de Lespinasse; trois comédiennes; une inconnue de Sainte-Beuve; l'enfance de Bayart, l'enfance de Mistral. Plon, Paris 1909.
- La Croisée des chemins. Plon, Paris 1909.
- La Robe de laine. Plon, Paris 1910.
- Le carnet d’un stagiaire. Scènes de la vie judiciaire. Plon, Paris 1911.
- La Neige sur les pas. Plon, Paris 1911. Ed. du Rocher, Monaco 2003 (in der Reihe: Chefs-d'oeuvre retrouvés) (Verfilmungen 1923 und 1942)
- Les amants de Genève. Dorbon, Paris 1912.
- La Maison. Plon, Paris 1913.
- Annette et Philibert ou la Nouvelle croisade des enfants. Flammarion, Paris 1913.
- La jeunesse nouvelle. Deux héros de vingt ans. Plon, Paris 1915.
- La chanson de Vaux-Douaumont. 2 Bde. Plon, Paris 1916–1917.
- Trois tombes. Plon, Paris 1916.
- Le chevalier de l'air. Vie héroïque de Guynemer. Plon, Paris 1918.
- Les pierres du foyer. Essai sur l'histoire littéraire de la famille française. Plon, Paris 1918.
- Un coin de France pendant la guerre. Le Plessis-de-Roye (2 août 1914–1er avril 1918). Plon, Paris 1919.
- Sur le Rhin. Plon, Paris 1919.
- Une honnête femme. Roman. Boccard, Paris 1920.
- Jules Lemaître. Plon, Paris 1920.
- Marie-Louise ou Les deux sœurs. Roman. Ferenczi, Paris 1920.
- La vie recommence. 1. La Résurrection de la chair. Plon, Paris 1920.
  - La vie recommence. 2. La Chair et l’Esprit. Plon, Paris 1921. (beide Bde. 1931 u. d. T. La jolie fille de Thann)
- Les amants d'Annecy. Anne d'Este et Jacques de Nemours. Plon, Paris 1921.
- La bataille devant Souville. Renaissance du livre, Paris 1921.
- La Croisée des chemins. Plon, Paris 1921.
- Les deux faces de la vie. Flammarion, Paris 1921.
- Le maréchal Fayolle. Crès, Paris 1921.
- Le Mariage (hier et aujourd’hui). Flammarion, Paris 1921.
- Ménages d'après-guerre. Plon, Paris 121.
- La vallée d'Aix. Au pays des amours de Lamartine. Rey, Grenoble 1921.
- Voici l’heure des âmes. Beauchesne, Paris 1921.
- Annecy. Au pays de saint François de Sales. Rey, Grenoble 1922.
- La maison morte. Plon, Paris 1922.
- Le fantôme de la rue Michel-Ange. Plon, Paris 1922.
- La jeunesse d’Octave Feuillet, d’après une correspondance inédite. Plon, Paris 1922.
- Le lac noir ou Le sorcier de Myans. Plon, Paris 1922.
- Amours du temps passé. Anne d'Este et Jacques de Nemours, Julie Charles et Alphonse de Lamartine, Hélène de Doenniges et Ferdinand Lassalle. Plon, Paris 1923.
- Le général Maistre. Crès, Paris 1923.
- La glorieuse misère des prêtres. Bloud, Paris 1923.
- La vie est un sport. Le chemin d'Annibal. La Nuit blanche. Plon, Paris 1923.
- Yamilé sous les cèdres. Plon, Paris 1923.
- L'amour et le bonheur ou Les frères ennemis. La rançon. Ricochets. Plon, Paris 1923.
- Portraits d’hommes. 1. Deux méditations sur la mort, Pierre Loti, Maurice Barrès. Rudyard Kipling, Emile Faguet. 2. Jules Lemaître, Joseph de Maistre, Frédéric Masson, Maurice Barrès. 2 Bde. Plon, Paris 1924.
- Saint François de Sales et notre cœur de chair. Plon, Paris 1924.
- La Chartreuse du reposoir. Plon, Paris 1924.
- La fée de Port-Cros ou La voie sans retour. Plon, Paris 1924.
- La jeune fille aux oiseaux. Plon, Paris 1924.
- Le retour de Barrès à sa terre et à ses morts. Plon, Paris 1924.
- L'appel du divin ou Maurice Barrès en Orient. Plon, Paris 1925.
- Barbey d'Aurevilly. Le Walter Scott normand. Plon, Paris 1925.
- Le chemin de Roselande. Mame, Tours 1925.
- Le Cœur et le Sang. Plon, Paris 1925.
- Les jeux dangereux. Paris 1925–1926.
- Livre d'or du clergé et des congrégations. Le sang des prêtres. Paris 1925.
- Louis Bordeaux (1878–1924). Souvenirs fraternels. Spes, Paris 1925.
- La nuit blanche. Ferenczi, Paris 1925.
- Le paon blanc. Baudinière, Paris 1925.
- Paysages romanesques des Alpes. Paris 1925.
- Dans la montagne des Druses. Plon, Paris 1926.
- Le fantôme de la rue Michel-Ange. Fayard, Paris 1926.
- Voyageurs d’Orient. 2 Bde. 1. Des pèlerins aux méharistes de Palmyre. 2. Lamartine, Michaud, Barrès. Plon, Paris 1926.
- Le Barrage. Plon, Paris 1927.
- La Jeunesse nouvelle. Plon, Paris 1927.
- Le marchand de bonheur. Visites sociales. Flammarion, Paris 1927.
- Rap et Vaga. Plon, Paris 1927.
- Vie et mort du général Serret. Pour l'Alsace. Plon, Paris 1927.
- Le visage de Jérusalem. Rey, Grenoble 1927.
- Andromède et le monstre. Plon, Paris 1928.
- Châteaux en Suède. Hachette, Paris 1928.
- Le calvaire de Cimiez. Plon, Paris 1928.
- Contes de la montagne. Préface de Louis Madelin. Crès, Paris 1928.
- La claire Italie. Plon, Paris 1929.
- Sous les pins aroles. Plon, Paris 1929.
- Valombré. Plon, Paris 1929.
- L'abbé Fouque. Flammarion, Paris 1930.
- La goutte d'eau. La dernière flamme. L'échange. La demande en mariage. Le silence est d'or. Plon, Paris 1930.
- Nuits de Noël. Flammarion, Paris 1930.
- Tuilette. Plon, Paris 1930.
- Visages français. Histoire et littérature. Plon, Paris 1930.
- L'amour et le bonheur ou les Frères ennemis. Flammarion, Paris 1931.
- Les amours de Xavier de Maistre à Aoste. Dardel, Chambéry 1931.
- Le Chablais ou le Pays de mon enfance. Emile Paul, Paris 1931.
- Le visage de Jérusalem. Arthaud, Grenoble 1931.
- Murder-party ou Celle qui n’était pas invitée. Plon, Paris 1931.
- Les ondes amoureuses. Femmes d'hier et d'aujourd'hui. Plon, Paris 1931.
- Un printemps au Maroc. Plon, Paris 1931.
- Voici l'heure des âmes. Flammarion, Paris 1931.
- La Revenante. Plon, Paris 1932.
- Amitié ou amour. L'amitié amoureuse de Marie-Antoinette et Fersen, Pauline de Beaumont et Chateaubriand. Les amours de Xavier de Maistre à Aoste, Rosalie de Constant, le secret de Mme Récamier. Plon, Paris 1932.
- Les cloches intérieures. Baudinière, Paris 1932.
- Sibylle ou le Dernier amour. Plon, Paris 1932.
- Amitiés étrangères. Voyages et rencontres. Plon, Paris 1933.
- Le cœur de la reine Hortense. Plon, Paris 1933.
- Les Déclassés. Plon, Paris 1933.
- La délivrance de Verdun. Flammarion, Paris 1933.
- Joffre ou L'art de commander. Grasset, Paris 1933.
- Le mariage d'amour selon saint François de Sales. Flammarion, Paris 1933.
- Chambéry et ses environs. Siècle, Paris 1934.
- Épisodes de la vie littéraire. Plon, Paris 1934.
- Le Chêne et les Roseaux. Plon, Paris 1934.
- Le miracle du Maroc. La terre africaine. Plon, Paris 1934.
- Marianna, la Religieuse portugaise. Albin Michel, Paris 1934.
- Nouvelle et vieille France. Une mission au Canada. Plon, Paris 1934.
- La crise de la famille française. Flammarion, Paris 1935.
- De Versailles à Saint-Lazare. Flammarion, Paris 1935.
- Henry de Bournazel. L’épopée marocaine. Plon, Paris 1935.
  - Capitaine de Bournazel. Hachette, Paris 1957.
- Le pays sans ombre. Plon, Paris 1935.
- Le collège Stanislas. Gallimard, Paris 1936.
- De Baudelaire à Soeur Marguerite. Flammarion, Paris 1936.
- L'épopée noire. La France en Afrique occidentale. Denoël, Paris 1936.
- Nos Indes noires. Voyage en Afrique occidentale. Plon, Paris 1936.
- L’Intruse. Plon, Paris 1936.
- Oeuvres complètes. 6 Bde. Plon, Paris 1936–1939.
- Au pays des Elisabeth. Plon, Paris 1937.
- Le maître de l’amour. Les deux faces de la vie. Plon, Paris 1937.
- Le Parrain. Plon, Paris 1937.
- L'affaire de la rue Lepic. Plon, Paris 1937.
- L’air de Rome et de la mer. Images romaines; De la Coupole à la Farnésine; Le mai florentin. Plon, Paris 1938.
- Le Gouffre. Plon, Paris 1938.
- La reine Hortense. Flammarion, Paris 1938.
- La cendre chaude. Plon, Paris 1939.
- Le sphinx sans visage. Notes d'un voyage en Égypte. Detaille, Marseille 1939.
- Romanciers et poètes. Plon, Paris 1939. (Le souvenir de Paul Bourget. Georges Duhamel sous la Coupole. Le centenaire de Jocelyn. Sainte-Beuve à Lausanne. Pierre de Nolhac. Anna de Noailles. Francis de Croisset. Francis Jammes. Une vie brisée: Jean Bordeaux)
- Crimes involontaires. Plon, Paris 1940.
- Les étapes allemandes. Grasset, Paris 1940.
- La famille française. Alsatia, Paris 1940.
- Les Murs sont bons. Nos erreurs et nos espérances. Fayard, Paris 1940.
- Images du Maréchal Pétain. Sequana, Paris 1941.
- Médecins et curés de campagne. Sequana, Paris 1941.
- Mariage de guerre. Plon, Paris 1941.
- La sonate au clair de lune. Plon, Paris 1941.
- L’ombre sur la maison. Plon, Paris 1942.
- Vie et mort de Bayard. Flammarion, Paris 1943.
- Les yeux voilés, suivi de La source et de L'échange. Plon, Paris 1943.
- Marie Mancini, le premier amour de Louis XIV. Monaco 1944.
- Directoire Notre-Dame de la vie. Plon, Paris 1944.
- Le Remorqueur. Plon, Paris 1945.
- Le visage du Maroc. Colbert, Paris 1945.
- Un crime sous le Directoire. Plon, Paris 1945.
- L'Académie française en 1914. Histoire d'une candidature. Paris 1946.
- Apolline ou La mauvaise part. Plon, Paris 1946.
- Aventures en montagne. Attinger, Paris 1946.
- Cas de conscience. Le rachat, la rançon, le refus, le refuge. Dumas, Paris 1946.
- Les dix martyres de Tien-Tsin. Arc, Paris 1946.
- Le double aveu. Plon, Paris 1947.
- Le Jeu de massacre. Roman. Dumas, Paris 1947.
- Profils de héros. Fontenelle, Saint-Wandrille 1947.
- Reines et femmes. Table ronde, Paris 1947.
- Les amours inconnues. Dumas, Paris 1947.
- La marche à l’abîme. Plon, Paris 1948.
- La lumière au bout du chemin. Plon, Paris 1948.
- Le mirage sentimental. Roman, Amiot-Dumont, Paris 1948.
- Saint François de Sales et notre coeur de chair. Editions familiales de France, Paris 1948.
- Vie, mort et survie de saint Louis, roi de France. Un précurseur. Plon, Paris 1949.
- Les yeux accusateurs. Dumas, Paris 1949.
- Le chemin de Roselande. Mame, Tours 1950.
- Images romaines. Plon, Paris 1950.
- Le mystère de Saint Louis. Drame. Plon, Paris 1950.
- Histoire d’une vie. 13 Bde. Plon, Paris 1951–1973. (Erinnerungen)
- Le fil de la Vierge. Plon, Paris 1951.
- Les trois sœurs des îles. Plon, Paris 1952.
- La brebis égarée. Plon, Paris 1952.
- Portraits savoyards. Thonon-les-Bains 1952.
- La fille du prisonnier. Journal d'un aumônier des prisons. Plon, Paris 1954.
- Reconstructeurs et mainteneurs. Balzac, Bourget, Lemaître, Barrès, Mâle, Maurras, Grousset, Bazin, Carrel, Saint-Exupéry. Plon, Paris 1954.
- Barrage spirituel. Le prêtre dans les campagnes de France. Téqui, Paris 1955.
- Cette voix du cœur. Roman. Plon, Paris 1955.
- Charles Maurras et l'Académie française. Conquistador, Paris 1955.
- La vie pathétique d'Edith Stein. Méditations. Table ronde, Paris 1955.
- Le comte de Boigne, général des Mahrattes, 1751–1830. Hachette, Paris 1956.
- Proverbes et scènes d'amour. Théâtre. Plon, Paris 1956.
- Capitaine de Bournazel. Hachette, Paris 1957.
- Weygand. Plon, Paris 1957.
- Mémoires secrets du Chevalier de Rosaz, 1796–1876. Plon, Paris 1958.
- Quarante ans chez les Quarante. Fayard, Paris 1959.
- L'amour de la terre et de la maison. Wesmael-Charlier, Paris 1960.
- Portrait de la Savoie par ses écrivains. SIPE, Thonon-les-Bains 1960.
- Reflets de la montagne. Plon, Paris 1960.
- Le flambeau renversé. Roman. Plon, Paris 1961.
- Les romans de la famille: Le pays natal. La peur de vivre. La croisée des chemins. Les Roquevillard.